# 北土城駅
北土城駅（ほくどじょうえき）は、中華人民共和国北京市朝陽区に位置する、北京地下鉄の駅。8号線と10号線が乗り入れ、接続駅となっている。

## 歴史
計画時の仮称は「熊猫環島駅」（中国語：熊猫环岛站）であったが、2008年2月に「北土城駅」に確定した。
- 2008年7月19日 - 8号線、10号線同時開業[2]&当駅で両線の開通式。ただし8号線は北京オリンピックのテロ対策のため、選手・関係者・観客のみしか使用できなかった。
- 2008年9月20日 - オリンピック終了に伴い、8号線一般開放。

## 駅構造
地下駅。北土城東路－北土城西路（東西方向）と北辰路（南北方向）が交わる交差点の真下に位置する。10号線は東西方向、8号線は南北方向に配置されており、地下駅舎を真上から見ると“Ｔ”字の形をしている。
コンコースは地下1階にあり、8号線・10号線でコンコース・改札口を共有する構造となっている。
8号線のプラットホームは地下3階にあり、島式ホーム1面2線を有する。開業当初からホームドア設置。『青花磁器』をモチーフとしたデザインとなっている。
10号線のプラットホームは地下2階にあり、島式ホーム1面2線を有する。開業当初からホームドア設置。『都市の風格』をモチーフにしたデザインとなっている。

### のりば
両路線ともに案内上ののりば番号は設定されていない。
| 8号線ホーム (B3F)  | 8号線ホーム (B3F) | 8号線ホーム (B3F)                  |
| ------------------ | ----------------- | ---------------------------------- |
| 北方向             | 8号線             | オリンピック公園・霍営・朱辛荘方面 |
| 南方向             | 8号線             | 鼓楼大街・南鑼鼓巷・前門・瀛海方面 |
| 10号線ホーム (B2F) |                   |                                    |
| 内回り             | 10号線            | 安貞門・三元橋・国貿方面           |
| 外回り             | 10号線            | 健徳門・海淀黄荘・巴溝方面         |

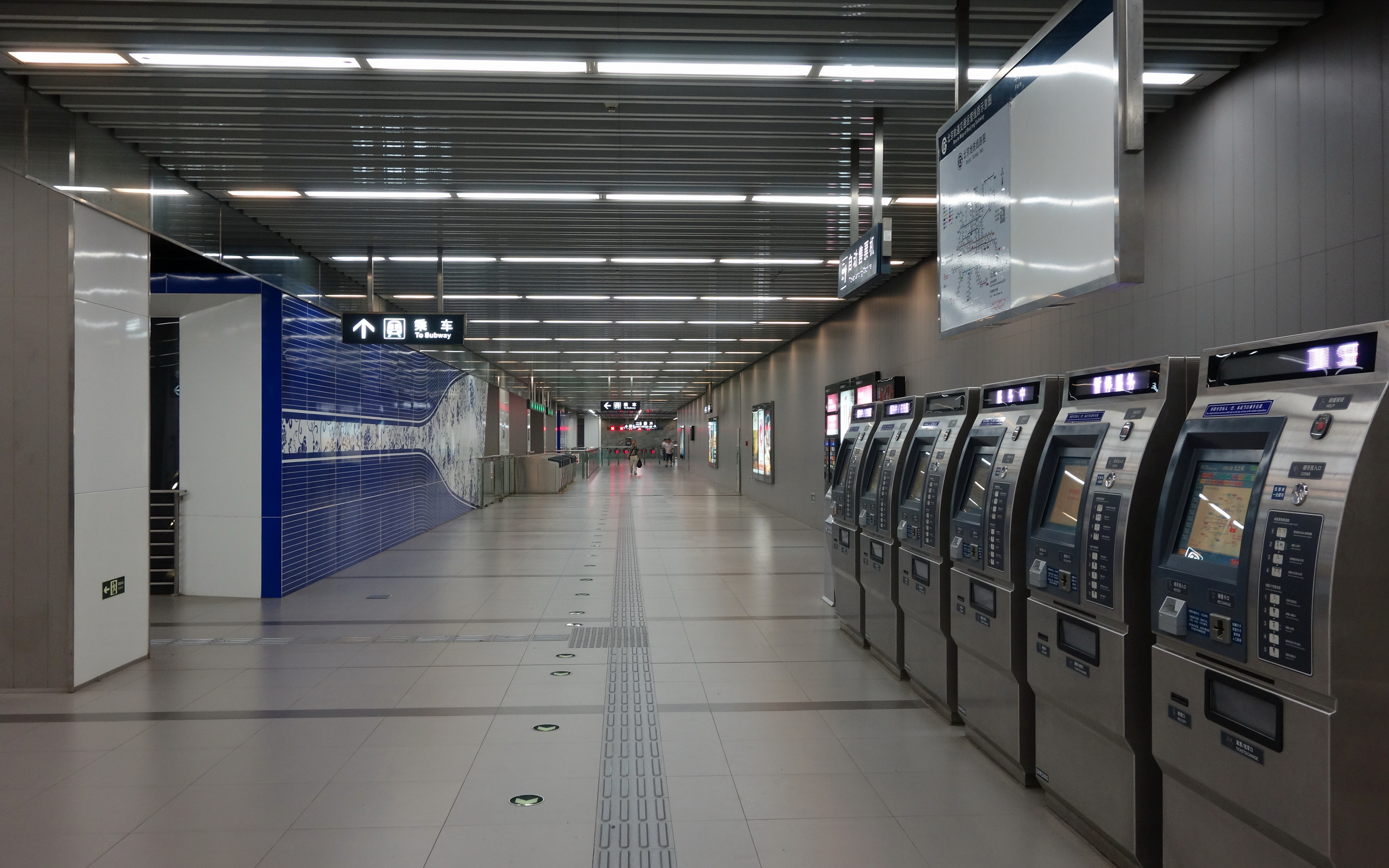
改札口周辺
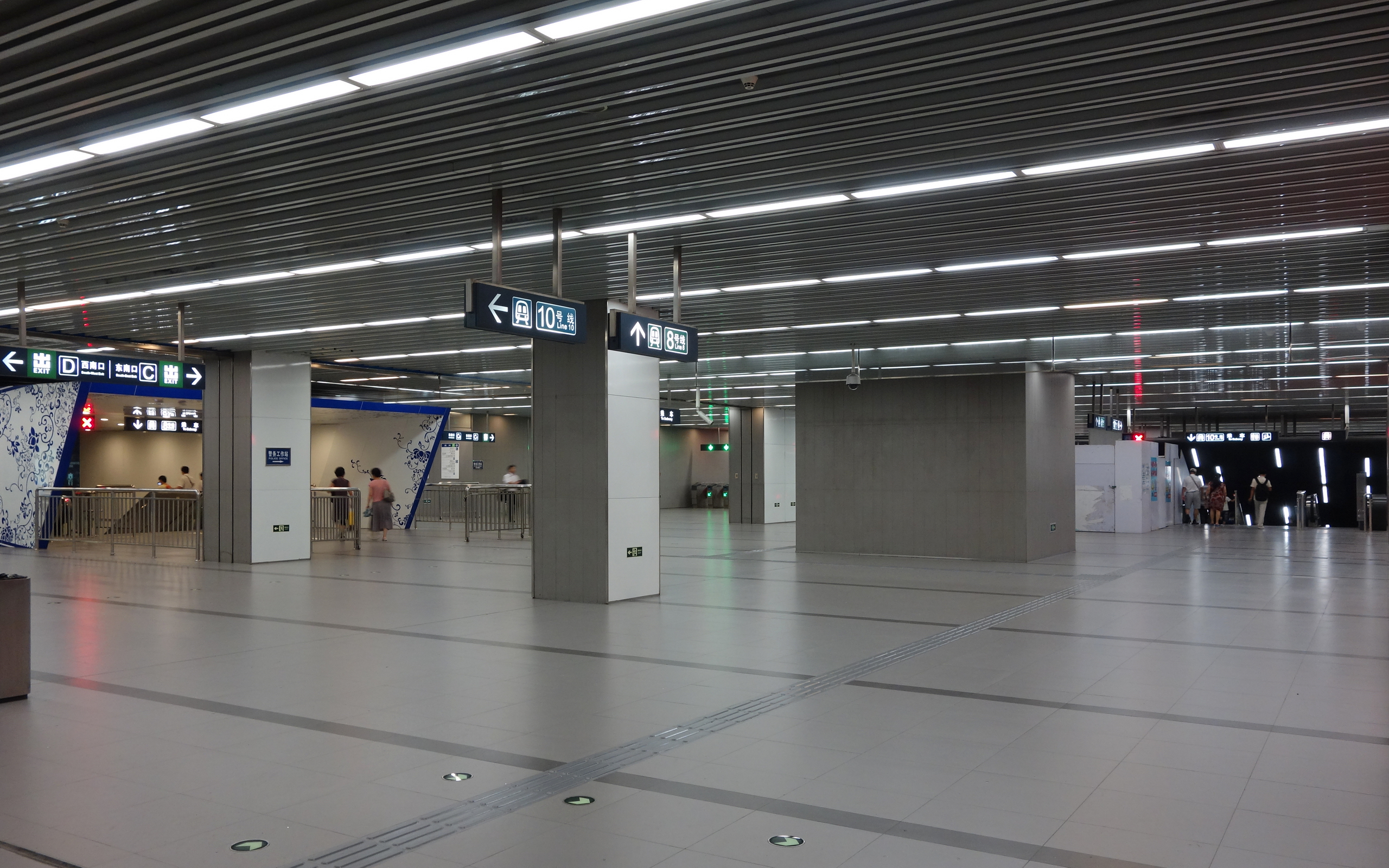
改札内コンコース
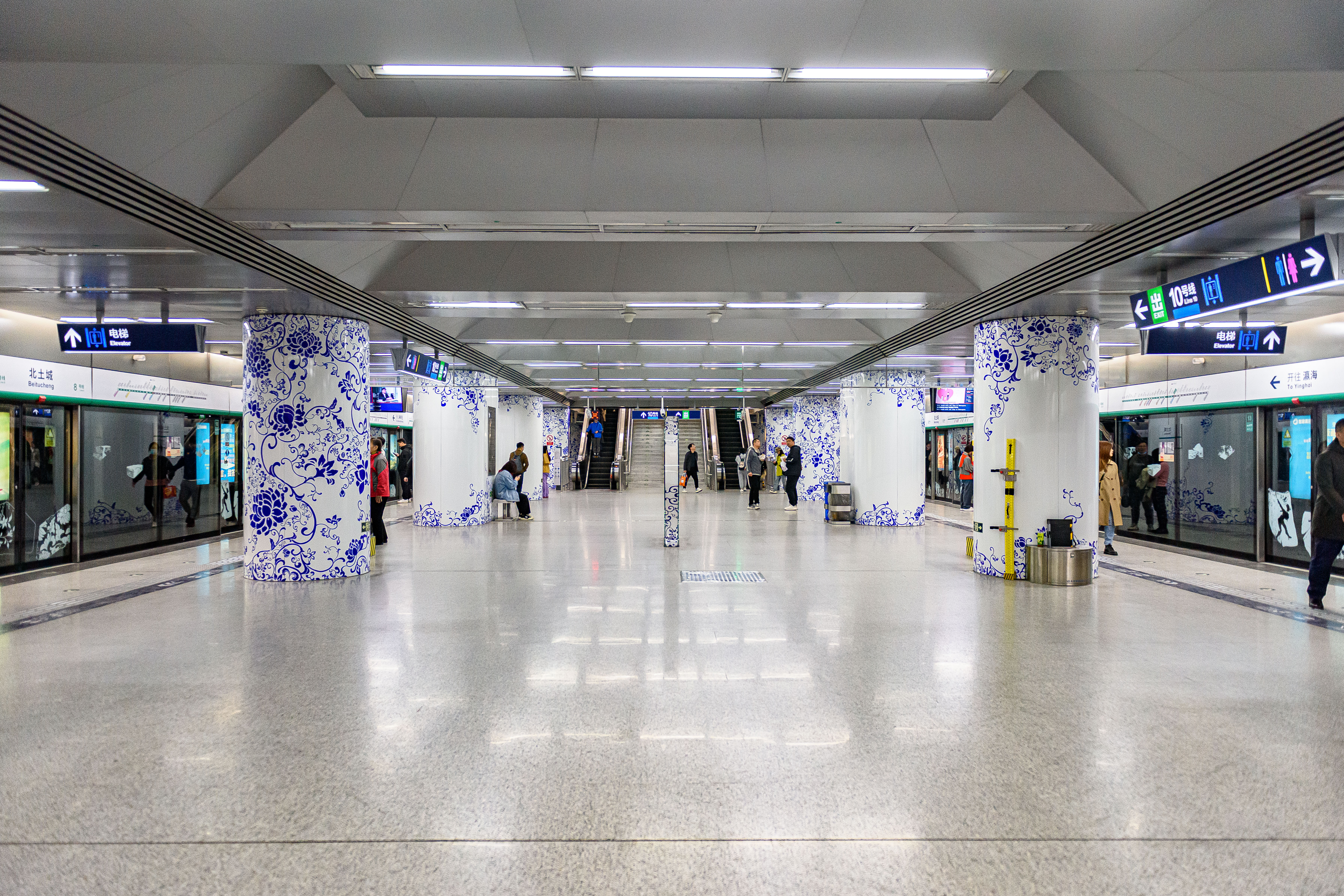
8号線ホーム
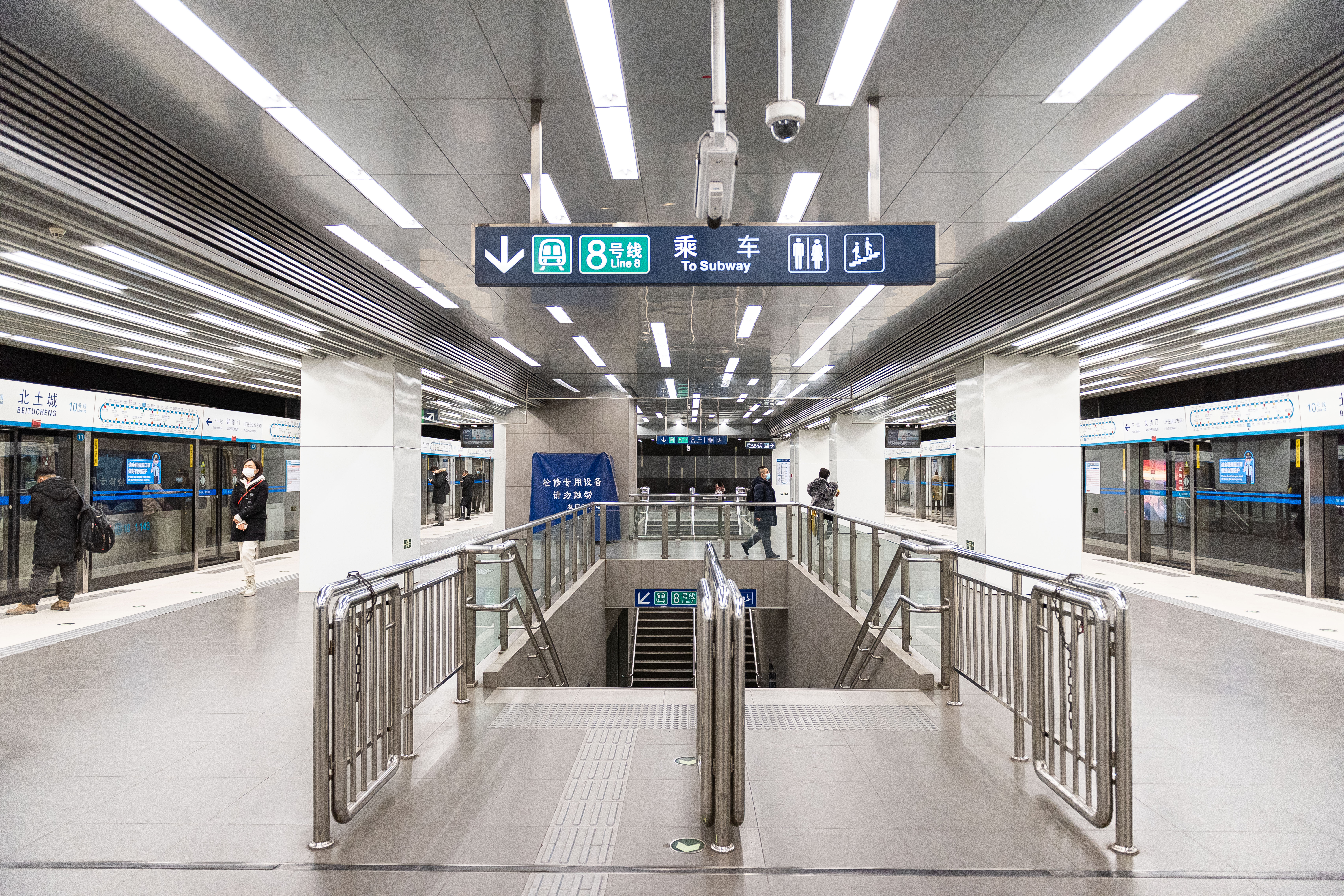
10号線ホーム

## 駅周辺
- 元大都城垣遺址公園（中国語版）
- 中華民族園（中国語版）南区
  - 中国民族博物館
- 中国科学院微電子研究所（中国語版）
- 808大楼
- 朝陽区社区青少年教育培訓中心

## 隣の駅
北京地下鉄
 8号線
奥体中心駅 - 北土城駅 - 安華橋駅
 10号線
健徳門駅 - 北土城駅 - 安貞門駅